# Zachari Zeegelaar
Zachari Zeegelaar (Paramaribo, 3 oktober 1989) is een Surinaams assistent voetbalscheidsrechter. Hij maakte rond 2013 zijn debuut voor de CONCACAF, in 2021 tijdens de Olympische Spelen en in 2022 tijdens het WK Voetbal.

## Biografie
Zachari Zeegelaar heeft twee zussen en groeide een groot deel van zijn jeugd op in Zanderij. Zijn zus Raquel speelde voetbal voor Oema Soso en drong door tot de Surinaams dameselftal. Hij speelde graag voetbal, maar kon dat in Zanderij niet in teamverband doen omdat daar alleen een seniorenclub was. Tot zijn zestiende voetbalde hij daarom bij de voetbalclub SV Transvaal in Paramaribo. Toen zijn schoolprestaties achteruit gingen moest hij daarmee stoppen van zijn moeder. Later sloot hij zich aan bij Reeberg United uit de Lelydorp Sportbond en daarna richtte hij met vrienden SV Zanderij op die uitkwam in de competitie van de Para Sportbond.
Op zijn eenentwintigste verhuisde hij naar de hoofdstad. Toen hij vanwege een rode kaart niet mee mocht spelen en besloot als trainer op de bank te zitten, attendeerde hij scheidsrechter Amalensi, de vader van FIFA-scheidsrechter Soren Amalensi, dat na hands van de keeper buiten het strafschopgebied geen indirecte maar een directe vrije schop volgt. Amalensi gaf hem gelijk en na een gesprek later, adviseerde die hem om voetbalscheidsrechter te worden. Twee jaar later besloot hij op zijn drieëntwintigste om Amalensi's advies op te volgen en zich op te geven voor de opleiding van de Surinaamse Voetbal Bond (SVB).
Hij maakte indruk en werd na een jaar door de SVB voorgedragen voor een internationaal toernooi op de Kaaimaneilanden. Daar was hij een van de vijf uit 45 die geselecteerd werden om FIFA-scheidsrechter te worden.  Hij verwierf vervolgens de FIFA-badge en werd geselecteerd als assistent-scheidsrechter voor internationale wedstrijden van de CONCACAF. Ook was hij erbij tijdens de Presidents Cup, onder meer als assistent van Enrico Wijngaarde, en werd hij geselecteerd voor de finale van de Dallas Cup in Texas. Als arbiter traint hij vijf keer per week en moet hij elke drie maanden slagen voor een fitnesstest.
In 2021 debuteerde hij als assistent-scheidsrechter tijdens het voetbal op de Olympische Spelen in de wedstrijden van Brazilië tegen Duitsland en Frankrijk tegen Japan. In 2022 kwam zijn droom uit toen hij geselecteerd werd als assistent-scheidsrechter tijdens het WK in Qatar. Zijn eerste optreden was tijdens de wedstrijd van Duitsland tegen Japan. Voorafgaand aan de wedstrijd maakten de Duitse spelers de spraakmakende geste van de hand voor de mond, als protest tegen het verbod op de OneLove-armband; Zeegelaar deed een extra controle op de aanvoerdersband van de Duitse keeper Manuel Neuer. Hierna vlagde hij tijdens de groepswedstrijd tussen Brazilië tegen Zwitserland.